# Lance Zawadzki
Lance F. Zawadzki (né le 26 mai 1985 à Framingham, Massachusetts, États-Unis) est un joueur d'arrêt-court au baseball qui évolue dans les Ligues majeures depuis la saison 2010. Il a commencé sa carrière chez les Padres de San Diego et fait maintenant partie des Cardinals de Saint-Louis.

## Carrière
Joueur au high school St. John's à Shrewsbury, Massachusetts, Lance Zawadzki est drfaté en 48e ronde par les Expos de Montréal en 2003. Son père, Corey Zawdzki, avait aussi appartenu à l'organisation des Expos dans les années 1980, jouant en ligues mineures pour les Expos de Calgary.
Le 11 mars 2004, Lance Zawadzki est le tout premier joueur de baseball à frapper un coup sûr au Petco Park, le futur domicile des Padres de San Diego. Zawadzki évolue alors pour les San Diego State Aztecs de l'Université d'État de San Diego.
Drafté une seconde fois en 2006, devenant un choix de 15e tour des Cardinals de Saint-Louis, le jeune joueur de deuxième but choisit une fois de plus de poursuivre ses études, cette fois à l'Université Lee de Cleveland, dans le Tennessee.
Zawadzki est éventuellement drafté en 2007 par les Padres de San Diego, qui en font leur sélection de 4e ronde. Le 30 avril 2010, il est rappelé par les Padres pour remplacer dans l'alignement Everth Cabrera, qui vient d'être placé sur la liste des joueurs blessés. Il joue son premier match le 2 mai à San Diego face aux Brewers de Milwaukee et obtient son premier coup sûr dans les grandes ligues aux dépens du lanceur Randy Wolf.
Le 5 novembre 2010, Zawadki est obtenu au ballottage par les Royals de Kansas City. Il évolue en ligues mineures dans l'organisation des Royals en 2011. En 2012, il joue en ligues mineures pour des clubs-écoles des Dodgers de Los Angeles et des Braves d'Atlanta. Le 10 août, il est mis sous contrat par les Cardinals de Saint-Louis.